# Сиракава (посёлок, Гифу)

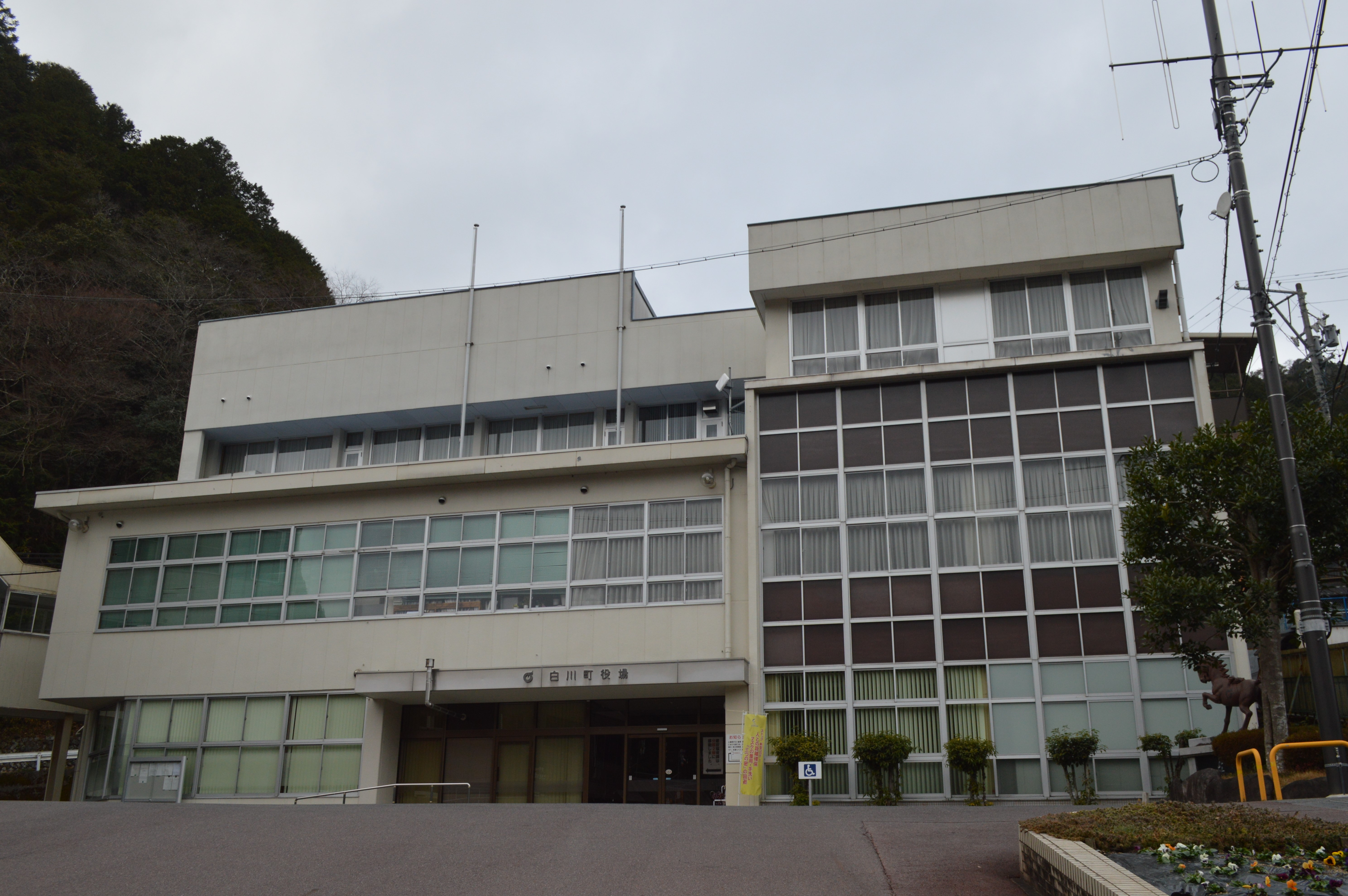
Мэрия посёлка Сиракава

Сиракава (яп. 白川町 Сиракава-тё:) — посёлок в Японии, находящийся в уезде Камо префектуры Гифу. Площадь посёлка составляет 237,89 км², население — 8695 человек (1 июля 2014), плотность населения — 36,55 чел./км².

## Географическое положение
Посёлок расположен на острове Хонсю в префектуре Гифу региона Тюбу. С ним граничат города Накацугава, Эна, Геро, посёлки Хитисо, Яоцу и село Хигасисиракава.

## Население
Население посёлка составляет 8695 человек (1 июля 2014), а плотность — 36,55 чел./км². Изменение численности населения с 1980 по 2005 годы:
| 1980 | 12 922 чел. |  |
| 1985 | 12 685 чел. |  |
| 1990 | 12 118 чел. |  |
| 1995 | 11 681 чел. |  |
| 2000 | 11 282 чел. |  |
| 2005 | 10 545 чел. |  |